# Рік перший
«Рік перший» (англ. «Year One») — це часто використовувана назва для історій походження персонажів у всесвіті DC. Яка зазвичай показує перший рік активної діяльності персонажа, звідти і назва. Не кожна історія походження - це перший рік, але кожен Рік перший - це історія походження. Історії першого року об'єднані тільки за назвою та змістом. У них немає ні офіційного місця проведення, ні формату, що утримує їх разом. Перша історія "Рік перший" з'явилась у 1986 році, "Batman: Year One" - сюжетна арка з чотирьох випусків, що проходить через серію Batman. Два сиквели будуть опубліковані у схожому стилі: "Бетмен: рік другий" та "Бетмен: Рік третій". Незабаром після Zero Hour хронологія DC була перезавантажена, і влітку 1995 року була випущена одноразова історія "Year One" у всіх щорічниках цього року, щоб оновити канон.
Зараз же розповіді Року першого зазвичай випускаються у вигляді обмежених серій, не прив'язаних до будь-яких інших видань. Будучи призначеними в якості остаточних історій походження для своїх заголовних персонажів, також сюжети Year One можуть означати те, що над ними працюють найкращі творці.

## Список коміксів «Року першого»
| - Batman: Year One - The Flash: Year One (Born to Run) - Guy Gardner: Year One - JLA: Year One - Robin: Year One - Batgirl: Year One - Nightwing: Year One - Batman/Scarecrow: Year One - Batman/Ra's al Ghul: Year One - Green Arrow: Year One - Metamorpho: Year One - Teen Titans: Year One - Two-Face: Year One - Huntress: Year One - Black Lightning: Year One - Wonder Woman: Year One - Superman: Year One - The Flash: Year One (2019) | - Action Comics Annual #7 - Adventures of Superman Annual #7 - Aquaman Annual #1 - Azrael Annual #1 - Batman Annual #19 - Batman: Legends of the Dark Knight Annual #5 - Batman: Shadow of the Bat Annual #3 - Catwoman Annual #2 - Deathstroke the Terminator Annual #4 - Detective Comics Annual #8 - Doomsday Annual #1 - The Flash Annual #8 - Green Arrow Annual #7 - Green Lantern Annual #4 - Guy Gardner: Warrior Annual #1 - Hawkman Annual #2 - Justice League America Annual #9 - Legionnaires Annual #2 - Legion of Super-Heroes Annual #6 - Lobo Annual #3 - New Titans Annual #11 - Ray Annual #1 - Robin Annual #4 - Shadowdragon Annual #1 - Steel Annual #2 - Sovereign Seven Annual #1 - Spectre Annual #1 - Superboy Annual #2 - Superman Annual #7 - Superman: The Man of Steel Annual #4 - Wonder Woman Annual #4 | - Ambush Bug: Year None - Batman: Year 100 - Бетмен: Рік другий - Бетмен: Рік третій - Бетмен: Нульовий другий - Oracle: Year One - Born of Hope |